# Спарес
Спа́рес (Спаре; устар. Спарен; латыш. Spāres ezers; Спа́рнсэзерс, латыш. Spārnsezers) — проточное эвтрофное озеро в Гибульской волости Талсинского края Латвии. Относится к бассейну Ирбе.
Располагается в 1,6 км к востоку от железнодорожной станции Спаре, на Угальской равнине в северной части Курземской низменности. Уровень уреза воды находится на высоте 26 м над уровнем моря. Акватория состоит из двух частей, соединяемых узким проливом. Площадь водной поверхности — 201 га. Средняя глубина составляет 2,3 м, наибольшая — 5,6 м. Береговая линия сильно изрезана, протяжённость — 12,7 км. Площадь водосборного бассейна — 129 км². Из северной оконечности озера вытекает река Спаре.